# Lichtenwald, Grebinj
Lichtenwald je naselje v Občini Grebinj v Okraju Velikovec na Koroškem v Avstriji.